# Kanemoto Racing
Kanemoto Racing è stata una squadra giapponese di motociclismo sportivo, gestita da Erv Kanemoto.

## Storia

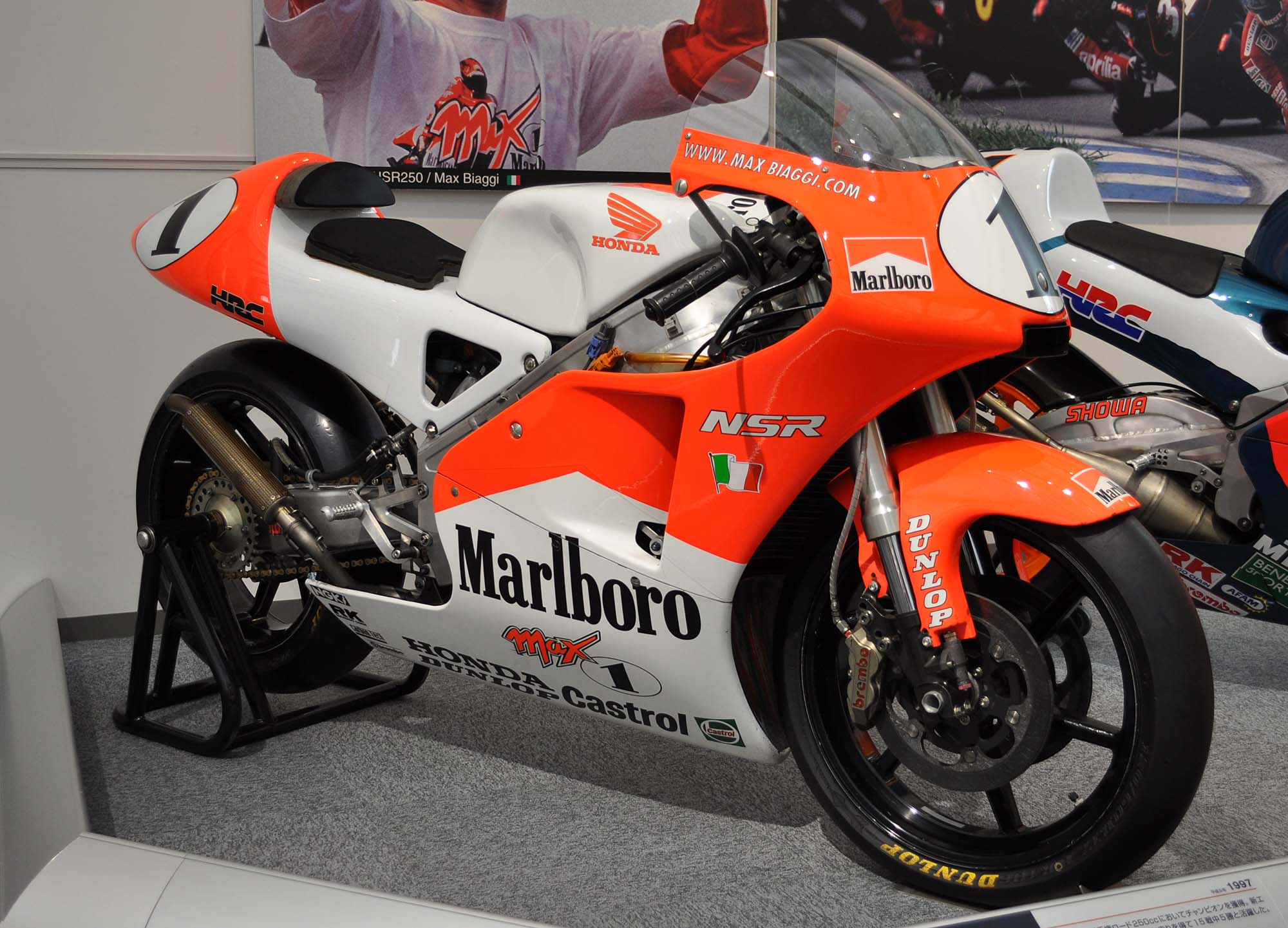
La Honda NSR250 con cui Max Biaggi ha vinto il titolo 250 nel 1997.

Kanemoto Racing ha debuttato nella classe 500 del motomondiale nel 1989, vincendo il titolo con Eddie Lawson, equipaggiato di una Honda NSR 500. Nel 1990 il pilota è Wayne Gardner. Nel 1991 e nel 1992 vince il titolo nella classe 250 con Luca Cadalora, a bordo di una Honda NSR 250; nel 1992 ha partecipato anche alla classe 500, sempre con Gardner. Nel 1993 e nel 1994 prende parte al mondiale 250 con Max Biaggi e Nobuatsu Aoki il primo anno e con Tadayuki Okada il secondo. Nel 1995 e nel 1996 corre in 500, rispettivamente con Alex Barros e Luca Cadalora. Nel 1997 vince il titolo in 250 con Max Biaggi, pilota che verrà mantenuto l'anno successivo in 500. Nel 1999 partecipa al mondiale 500 con John Kocinski. Nel 2002 disputa la sua ultima stagione nella classe MotoGP con Jurgen van den Goorbergh, equipaggiato di una Honda NSR 500.

## Risultati in MotoGP
I punti e il risultato finale sono la somma dei punti ottenuti dai piloti della squadra (diversamente dalla classifica costruttori) e il risultato finale si riferisce al team e non al costruttore.
| Anno | Moto          | Gomme | Piloti                   |     |    |    |    |    |     |    |    |    |    |     |   |    |    |   |   | Punti | Pos. |
| ---- | ------------- | ----- | ------------------------ | --- | -- | -- | -- | -- | --- | -- | -- | -- | -- | --- | - | -- | -- | - | - | ----- | ---- |
| 2002 | Honda NSR 500 | B     | Jurgen van den Goorbergh | Rit | 11 | 12 | 15 | 14 | Rit | 10 | 15 | 12 | 12 | Rit | 9 | 13 | 13 | 5 | 7 | 60    | 10º  |

| Legenda | 1º posto        | 2º posto            | 3º posto            | A punti      | Senza punti        | Grassetto – Pole position Corsivo – Giro più veloce |
| Legenda | Gara non valida | Non qual./Non part. | Ritirato/Non class. | Squalificato | '-' Dato non disp. | Grassetto – Pole position Corsivo – Giro più veloce |